# GECT Pons Danubii
Le GECT Pons Danubii est un groupement européen de coopération territoriale créé le 16 décembre 2010.

## Sources

## Compléments